# NGC 238
NGC 238 ist eine Balken-Spiralgalaxie vom Hubble-Typ SBb im Sternbild Phönix am Südsternhimmel. Sie ist schätzungsweise 381 Millionen Lichtjahre von der Milchstraße entfernt und hat einen Durchmesser von etwa 220.000 Lj.
Das Objekt wurde am 2. Oktober 1834 von dem britischen Astronomen John Herschel entdeckt.